# Valanga willemsei
Valanga willemsei är en insektsart som beskrevs av Sjöstedt 1932. Valanga willemsei ingår i släktet Valanga och familjen gräshoppor. Inga underarter finns listade i Catalogue of Life.